# Die Stahlfalle
Die Stahlfalle ist ein US-amerikanischer Kriminalfilm aus dem Jahr 1952 von Andrew L. Stone mit Joseph Cotten und Teresa Wright in den Hauptrollen. Der Film noir wurde von ‘’Thor Productions’’ produziert.

## Handlung
Jim Osborne ist Assistenz-Manager einer Bank in Los Angeles. Der von seinem Leben gelangweilte Jim überlegt immer wieder, wie es wäre, eine Bank auszurauben. Er ist sich sicher, dass er freitags, wenn die Notenbank ihre Einlagen bringt, eine Million Dollar stehlen könnte. Dies würde dann erst Montagmorgen entdeckt werden. Neugierig recherchiert er, welche Staaten keine Auslieferungsabkommen mit den USA haben und erfährt, dass Brasilien einer dieser Staaten ist. Mit der Zeit wird aus seiner Idee eine Obsession und er erzählt seiner Frau Laurie, dass seine Bank ihn auf eine zweiwöchige Geschäftsreise nach Rio de Janeiro schicke. Er möchte, dass Laurie und seine Tochter Susan ihn begleiten. Zwar hält Laurie Susan für zu jung, um eine solche Reise zu machen, dennoch ist sie aufgeregt vor Freude. Jim beginnt, seinem Plan den letzten Schliff zu geben.
Am nächsten Morgen beantragt Jim Pässe für sich und Laurie. Susan soll bei Lauries Mutter bleiben und nachkommen, sobald Jim ein passendes Haus gefunden hat. In einem Reisebüro erfährt er, dass freitagabends nur ein Flug nach New Orleans möglich ist. Von dort geht am Samstag in den Morgenstunden eine Maschine nach Rio. Der Flug nach New Orleans ist ausverkauft. Erst aufgrund zweier Stornierungen können Jim und Laurie die Plätze buchen. Jim erfährt, dass Laurie ihrer Mutter erzählt hat, wo die Reise hingeht, doch er lässt sich seine Besorgnis nicht anmerken. 
Am Freitag Morgen erscheint Jim in seiner Bank und versteckt einen großen Koffer. Er vergewissert sich, dass die Pässe an das brasilianische Konsulat geschickt werden. Laurie soll sie dort mit den benötigten Visa abholen. Am Abend bringen die Kassierer die Geldbestände in den Tresor. Jim schleicht in den Tresorraum und füllt den Koffer mit Banknoten. Laurie ruft in seinem Büro an und informiert ihn, dass sie es nicht rechtzeitig zum Konsulat schaffe. Sofort telefoniert Jim mit einem Konsulatsangestellten und bittet ihn, auf ihn zu warten. Mit dem Manager Tom Bowers verschließt er den Tresor, dabei tut er nur so, als verriegele er das Kombinationsschloss, damit er später den im Tresorraum versteckten Koffer holen kann. Sofort eilt er zum Konsulat, wird jedoch durch den Verkehr so sehr aufgehalten, dass niemand mehr da ist, als er ankommt. Er fragt einen Fahrstuhlführer um Hilfe, der versucht, den Konsul zu erreichen. Währenddessen trifft Jim im Konsulatsbistro auf Laurie. Er schafft es, auf eine spätere Maschine umbuchen zu lassen. Die Zeit drängt, so dass Jim in das Büro einbricht. Er findet die Pässe, wird jedoch von einem Wachmann erwischt. Bevor der die Polizei rufen kann, erscheint Mr. Greer, der Konsulatsmitarbeiter, der auf Jim warten sollte. Greer kann die Situation entschärfen, so dass Jim und Laurie zum Flughafen fahren können. 
Wegen eines Unwetters muss das Flugzeug in Amarillo zwischenlanden. Erst am Samstag Morgen erreichen Jim und Laurie New Orleans, den Flug nach Rio haben sie verpasst. Von Briggs, einem Angestellten der Fluggesellschaft, erfahren sie, dass sie an vierter Stelle auf der Warteliste für den nächsten Flug am Sonntag stehen. Trotz seiner Sorgen will Jim Laurie einen wundervollen Tag in New Orleans bereiten. Das Paar besichtigt die Stadt und isst in einem Nobelrestaurant zu Abend. Der Reiseverkehrskaufmann Valcourt kann die beiden auf den ersten Platz der Warteliste schieben. Abends deutet Jim mehrmals an, dass die Osbornes möglicherweise für immer in Rio leben werden. 
Jims Verhalten und der schwere Koffer lassen Briggs am nächsten Morgen misstrauisch werden und er alarmiert den Zoll. Der Zollinspektor lässt den Koffer öffnen und entdeckt das Geld. Jim erklärt, dass er das Geld als Kurier nach Rio bringen muss. Der Inspektor will die Aussage überprüfen und Bowers anrufen. Da Bowers gerade Golf spielt und nicht erreichbar ist, entlässt der Inspektor Jim und Laurie. Der Flug nach Rio wird aufgerufen, da jedoch keine Stornierungen erfolgt sind, kann das Ehepaar nicht an Bord. Briggs verspricht, Tickets für den Flug am Montag zu besorgen. Jim und Laurie checken in einem kleinen Hotel ein. Jims Verhalten irritiert nun auch Laurie, die ihn zur Rede stellt. Schließlich gesteht Jim den Diebstahl, den er begangen hat, um ihren Leben neuen Schwung zu verleihen. In Tränen aufgelöst klagt Laurie, dass sie niemals ein Leben führen könnte, das auf einem Verbrechen aufgebaut ist und kehrt nach Los Angeles zurück.
In Los Angeles hat in der Zwischenzeit Jims Kollege Ken Woodley von Susan erfahren, wo sich Jim und Laurie aufhalten. Er will Bowers benachrichtigen, der immer noch Golf spielt. Laurie kommt zu Hause an und kann so Kens Misstrauen zerstreuen. In New Orleans wandert Jim ziellos durch die Straßen, in Gedanken bei seiner verlorenen Familie. Am frühen Montag Morgen ruft er Laurie an und kündigt seine Heimkehr und die Rückgabe des Geldes an. Jim kommt rechtzeitig vor der Öffnung der Bank an und kann das Geld zurück in den Tresor bringen. Auf dem Weg nach Hause wird Jim klar, dass er ungeheures Glück hatte. Als er nach Hause kommt, umarmt er Laurie.

## Produktion

### Hintergrund
Gedreht wurde der Film vom 26. April bis Ende Mai 1952 in Los Angeles (u. a. Downtown Los Angeles und Los Angeles International Airport) und New Orleans (u. a. Lakefront Airport) sowie in den Motion-Picture-Center-Studios in Hollywood.
Die einzigen Studioaufnahmen des Films beinhalten die Hotelszene, in der Jim Laurie den Diebstahl gesteht.

### Stab
Robert Aldrich arbeitete als Produktions-Supervisor, Robert Justman als Produktionsassistent. Lucien Cailliet und Paul Marquardt leiteten das Orchester.

### Besetzung
In kleinen nicht im Abspann erwähnten Nebenrollen traten Marjorie Bennett, Franklyn Farnum, Joel Marston, Hans Moebus und Ed Nelson in seinem Filmdebüt auf. Ebenfalls unerwähnt blieb Michael Ross als Wachmann.
Einen Gastauftritt hatte die Sängerin Helen Humes, die den Song So Much to Me von Dimitri Tiomkin und Stan Jones sang.

## Synchronisation
Es entstanden zwei Synchronfassungen. In der ersten Fassung für das Kino wurde Joseph Cotten von Wolfgang Lukschy gesprochen. Die zweite Fassung für das Fernsehen entstand 1987.
| Rolle                             | Schauspieler     | Deutscher Synchronsprecher |
| --------------------------------- | ---------------- | -------------------------- |
| Jim Osborne                       | Joseph Cotten    | Klaus Kindler              |
| Laurie Osborne                    | Teresa Wright    | Gudrun Vaupel              |
| Bowers                            | Jonathan Hale    | Leo Bardischewski          |
| Zollinspektor                     | Walter Sande     | Jochen Striebeck           |
| Ken Woodley                       | Eddie Marr       | Tonio von der Meden        |
| Briggs                            | Carleton Young   | Stephan Rabow              |
| Mrs. Kellogg                      | Katherine Warren | Ursula Traun               |
| Valcourt                          | Tom Powers       | Fred Klaus                 |
| Gail Woodley                      | Aline Towne      | Marion Hartmann            |
| Greer                             | Hugh Sanders     | Walter Reichelt            |
| Raglin                            | Walter Hudson    | Philipp Moog               |
| Angestellter der Fluggesellschaft | Joel Marston     | Andreas von der Meden      |

Anmerkung: Die kursiv geschriebenen Namen sind Rollen und Darsteller, die nicht im Abspann erwähnt wurden.

## Veröffentlichung
Die Premiere des Films fand am 12. November 1952 in New York statt. In der Bundesrepublik Deutschland kam er am 30. September 1955 in die Kinos, in Österreich im November 1955.

## Kritiken
Der Filmkritiken-Aggregator Rotten Tomatoes hat in einer Auswertung ein Publikumsergebnis von 65 Prozent positiver Bewertungen ermittelt.
Das Lexikon des internationalen Films schrieb: „Ansehnlicher Kriminalfilm mit vertrackten Situationen, glaubhaften Charakteren und einem versöhnlichen Ende..“
Die Filmzeitschrift Cinema befand: „Andrew Stones Kriminaldrama in Schwarzer-Serie-Manier besticht durch Tempo, Originalität und exzellente Schauspieler. Fazit: Klasse Idee, gut und spannend umgesetzt.“
Bosley Crowther von der The New York Times bezeichnete die Produktion als geradliniges Beispiel für den Aufbau kühler und qualvoller Spannung. Der Einsatz der Komplikationen sei klug und boshaft.
In der Variety war zu lesen, dass Stones Regie die Spannung hervorhebe, die mit erleichtertem Lachen durchdrungen sei in der Erzählung der absurden aber unterhaltsamen Geschichte.
Manny Farber bemängelte im Magazin The Nation die Monotonie der Geschichte.
Der Kritiker des TV Guide sah eine spannende Komödie, unterhaltend aber nicht einprägsam.